# Mercedes-Benz Vaneo
Mercedes-Benz Vaneo (type 414) er et leisure activity vehicle fra Mercedes-Benz. Bilen gik i produktion i februar 2002, efter at den var blevet præsenteret på Frankfurt Motor Show 2001.
Vaneo er baseret på første generation af A-klassen og er ca. 20 cm højere og 41 cm længere end den lange udgave af A-klassen. Der er adgang til bagsædet gennem skydedøre. Bagtil kan modellen enten have en stor bagklap eller en tofløjet dør.
Motorerne kommer fra A-klassen og yder fra 75 til 125 hk. 1,4-litersmotoren benyttes dog ikke i Vaneo, som i stedet kører med den neddroslede 1,6-litersmotor fra A 140 Automatik. Dieselmotoren på 1,7 liter, som i A-klassen efter faceliftet yder 95 hk, yder i Vaneo kun 91 hk.
Vaneo blev bygget i Ludwigsfelde ved Berlin.
Salget af Vaneo levede ikke op til fabrikantens forventninger. Allerede få måneder efter måtte produktionen nedsættes på grund af manglende efterspørgsel. Tre år efter introduktionen valgte fabrikanten i februar 2005 at indstille produktionen i august måned samme år. Indtil da nåede der at blive bygget ca. 55.000 eksemplarer af Vaneo.
I februar 2012 blev de første tegninger af den på Renault Kangoo baserede efterfølger Mercedes-Benz Citan præsenteret. Citan kom på markedet i oktober samme år i flere forskellige udførelser, med flere forskellige motortyper og i flere forskellige længder.

## Tekniske data
|                                                | Vaneo               | Vaneo 1.6                       | Vaneo 1.9                       | Vaneo CDI          | Vaneo CDI 1.7                |
| Byggeår                                        | 2/2002−8/2005       | 2/2002−8/2005                   | 2/2002−8/2005                   | 2/2002−8/2005      | 2/2002−8/2005                |
| Motordata                                      |                     |                                 |                                 |                    |                              |
| Motorkode                                      | M 166               | M 166                           | M 166                           | OM 668             | OM 668                       |
| Motortype                                      | R4-benzinmotor      | R4-benzinmotor                  | R4-benzinmotor                  | R4-dieselmotor     | R4-dieselmotor               |
| Antal ventiler pr. cylinder                    | 2                   | 2                               | 2                               | 4                  | 4                            |
| Ventilstyring                                  | OHC, kæde           | OHC, kæde                       | OHC, kæde                       | DOHC, kæde         | DOHC, kæde                   |
| Fødesystem                                     | Multipoint          | Multipoint                      | Multipoint                      | Commonrail         | Commonrail                   |
| Trykladning                                    | –                   | –                               | –                               | Turbolader         | Turbolader, ladeluftkøler    |
| Køling                                         | Vandkøling          | Vandkøling                      | Vandkøling                      | Vandkøling         | Vandkøling                   |
| Boring × slaglængde                            | 80,0 × 79,5 mm      | 80,0 × 79,5 mm                  | 84,0 × 85,6 mm                  | 80,0 × 84,0 mm     | 80,0 × 84,0 mm               |
| Slagvolume                                     | 1598 cm³            | 1598 cm³                        | 1898 cm³                        | 1689 cm³           | 1689 cm³                     |
| Maks. effekt ved omdr./min.                    | 60 kW (82 hk) 5000  | 75 kW (102 hk) 5250             | 92 kW (125 hk) 5500             | 55 kW (75 hk) 3900 | 67 kW (91 hk) 4200           |
| Maks. drejningsmoment ved omdr./min.           | 140 Nm 2500         | 150 Nm 4000                     | 180 Nm 4000                     | 160 Nm 1500−2600   | 180 Nm 1600−3200             |
| Kraftoverførsel                                |                     |                                 |                                 |                    |                              |
| Drivende hjul                                  | Forhjul             | Forhjul                         | Forhjul                         | Forhjul            | Forhjul                      |
| Gearkasse (standardudstyr)                     | 5-trins manuel      | 5-trins manuel                  | 5-trins manuel                  | 5-trins manuel     | 5-trins manuel               |
| Gearkasse (ekstraudstyr)                       | –                   | 5-trins automatisk              | 5-trins automatisk              | –                  | 5-trins automatisk           |
| Præstationer                                   |                     |                                 |                                 |                    |                              |
| Topfart                                        | 155 km/t            | 167 km/t (163 km/t)             | 180 km/t (175 km/t)             | 150 km/t           | 160 km/t (156 km/t)          |
| Acceleration 0-100 km/t                        | 15,8 sek.           | 13,5 sek. (14,3 sek.)           | 11,1 sek. (10,8 sek.)           | 19,5 sek.          | 16,0 sek.                    |
| Brændstofforbrug pr. 100 km ved blandet kørsel | 7,8 liter Blyfri 95 | 8,0 liter (8,3 liter) Blyfri 95 | 8,2 liter (8,5 liter) Blyfri 95 | 5,7 liter Diesel   | 5,9 liter (6,6 liter) Diesel |

1. ↑  Afvigende værdier i parentes gælder for versioner med automatgear

Benzinmotorerne er af fabrikanten godkendt til brug med E10-brændstof.